# Polycentropus mortoni
Polycentropus mortoni là một loài Trichoptera trong họ Polycentropodidae. Chúng phân bố ở miền Cổ bắc.